# فيديريكو جيراردي
فيديريكو جيراردي (بالإيطالية: Federico Gerardi)‏ (10 ديسمبر 1987 ببوردينوني في إيطاليا - ) هو لاعب كرة قدم إيطالي في مركز الهجوم. لعب مع نادي أسكولي ونادي أنكونا ونادي أودينيزي ونادي بيستويسي ونادي ريجينا ونادي ساليرنيتانا ونادي سيتاديلا ونادي فينيزيا ونادي كومو ونادي مونزا وASD Sangiovannese 1927 ‏ ونادي غروسيتو وPortogruaro Calcio ASD ‏.

## روابط خارجية
- فيديريكو جيراردي على موقع قاعدة بيانات كرة القدم.إي يو (الإنجليزية)
- فيديريكو جيراردي على موقع Soccerway.com (الإنجليزية)
- فيديريكو جيراردي على موقع عالم كرة القدم.نت (الإنجليزية)